# Paramythie huppée
Paramythia montium
« Paramythia » redirige ici. Pour la localité grecque, voir Paramythia (Grèce)
Espèce
Statut de conservation UICN

 LC  : Préoccupation mineure
La Paramythie huppée (Paramythia montium) est une espèce d'oiseau appartenant à la famille des Paramythiidae de Nouvelle-Guinée.

## Sous-espèces
D'après Alan P. Peterson, il existe trois sous-espèces :
- Paramythia montium brevicauda Mayr & Gilliard, 1954
- Paramythia montium montium De Vis, 1892
- Paramythia montium olivacea Oort, 1910